# Fonendoscopi

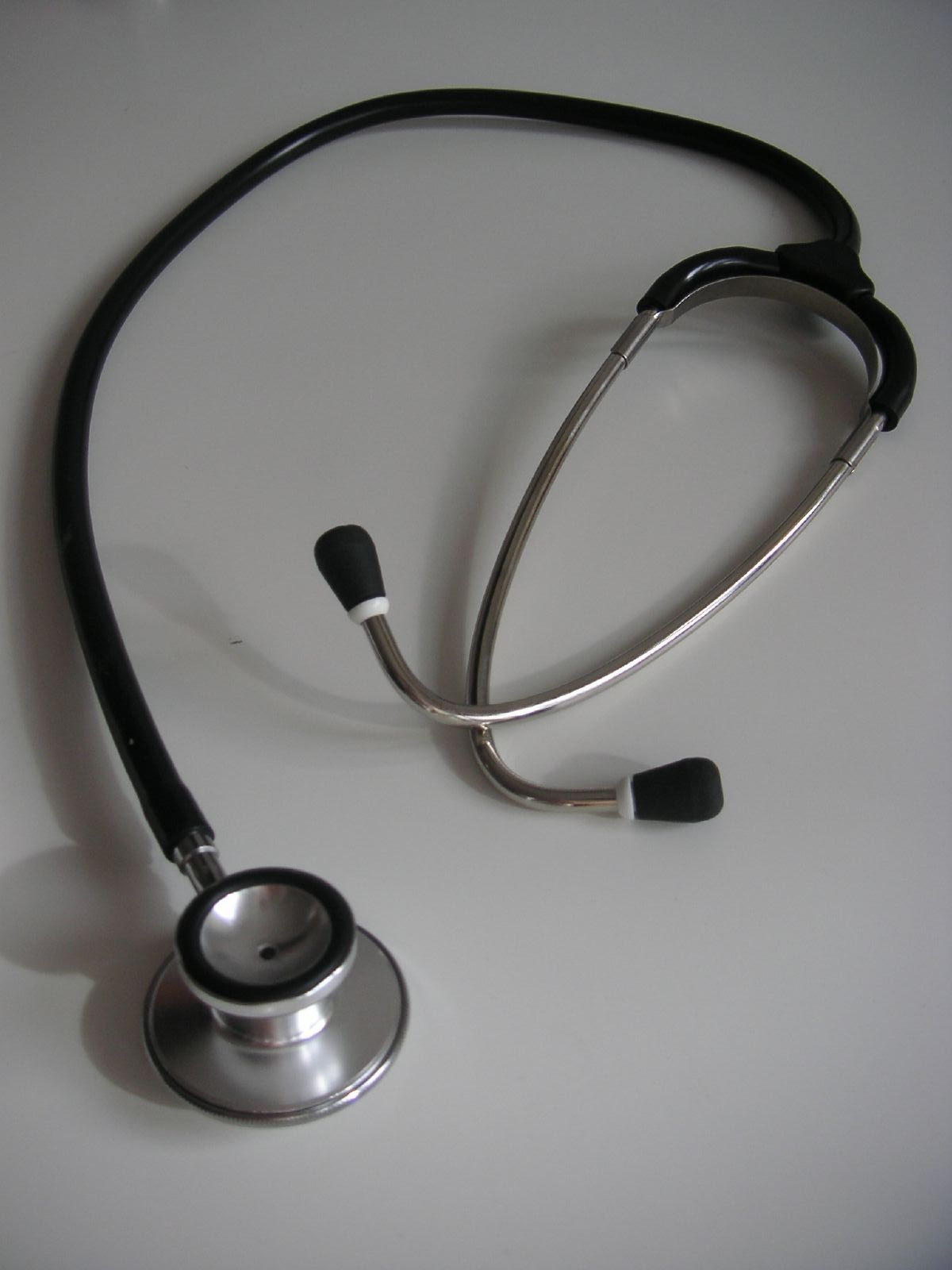
Imatge d'un fonendoscopi binaural.

El fonendoscopi, conegut també com a estetoscopi, és un producte sanitari usat en medicina, infermeria i veterinària per a escoltar els sons interns dels cossos humà i animal. Generalment s'usa en l'auscultació dels batecs cardíacs o els sorolls respiratoris, encara que algunes vegades també s'usa per a objectivar sons intestinals o bufs per fluxos anòmals sanguinis en artèries.
El fonendoscopi fou inventat a França pel metge René Théophile Hyacinthe Laënnec el 1816. Aquest, a causa de la vergonya que sentia d'acostar la seva orella al pit de les pacients, va crear un cilindre de fusta de 30 cm de llarg, origen de l'instrument.
Les investigacions publicades al "Tractat sobre Percussió i Auscultació" (1839), de Josef Skoda, van permetre dotar aquest signe nosològic de pragmatisme clínic científic notable, que arriba fins al present.
Està constituït per dos tubs de goma que acaben en dues olives que s'adapten a cau d'orella i a més aquests tubs enllacen amb un altre que conté un diafragma i una campana que amplifiquen els sons d'auscultació.

## Història

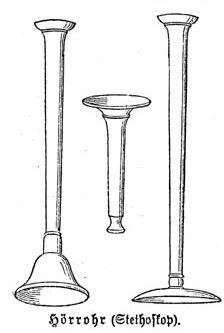
Fonendoscopis monoaurals (1890)

El fonendoscopi inventat a França (1816) per René Laennec estava constituït per una tub de fusta i era monoaural, semblant a una trompeta; de fet, la invenció era quasi indistingible en estructura i funció a la trompeta, que comunament fou denominada micròfon. El 1851, Arthur Leared inventà un fonendoscopi binaural, i el 1852 George Cammann perfeccionà el disseny de l'instrument per a la producció comercial, que s'ha convertit en estàndard des de llavors. Camman també fou l'autor d'un tractat important en diagnòstic a través de l'auscultació, que el fonendoscopi binaural reforçat fou possible. Anteriorment al 1973, existeixen descripcions d'un fonendoscopi diferenciat que podria connectar amb localitzacions lleument diverses per a crear un efecte estèreo lleu.
Cap al 1940, Rappaport i Sprague dissenyaren un fonendoscopi nou que es convertí en l'estàndard pel qual altres fonendoscopis es regeixen. El Rappaport-Sprague fou fet més endavant per Hewlett-Packard, i més tard per Philips.
David Littman, professor mèdic de l'escola de Harvard, va crear, al voltant de 1960, un estetoscopi més lleuger que els anteriors, que és utilitzat per la majoria dels metges de l'actualitat.